# Maldives International 2022
Die Maldives International 2022 fanden vom 18. bis zum 23. Oktober 2022 in Malé statt. Es war die sechste Austragung dieser internationalen Meisterschaften der Malediven im Badminton.

## Sieger und Platzierte
| Disziplin    | Gold                          | Silber                                             | Bronze                                   |
| ------------ | ----------------------------- | -------------------------------------------------- | ---------------------------------------- |
| Herreneinzel | Luís Enrique Peñalver         | Misha Zilberman                                    | Sathish Kumar Karunakaran                |
| Herreneinzel | Luís Enrique Peñalver         | Misha Zilberman                                    | Shota Omoto                              |
| Dameneinzel  | Aakarshi Kashyap              | Ira Sharma                                         | Shiori Ebihara                           |
| Dameneinzel  | Aakarshi Kashyap              | Ira Sharma                                         | Miho Kayama                              |
| Herrendoppel | Rohan Kapoor B. Sumeeth Reddy | Chaloempon Charoenkitamorn Nanthakarn Yordphaisong | Sirawit Sothon Natthapat Trinkajee       |
| Herrendoppel | Rohan Kapoor B. Sumeeth Reddy | Chaloempon Charoenkitamorn Nanthakarn Yordphaisong | Gireesh Nayudu Bezawada Suhas Venugopal  |
| Damendoppel  | Chisato Hoshi Miyu Takahashi  | Kaho Osawa Kaoru Sugiyama                          | An Sato Miku Sugiyama                    |
| Damendoppel  | Chisato Hoshi Miyu Takahashi  | Kaho Osawa Kaoru Sugiyama                          | Ng Qi Xuan Teoh Le Xuan                  |
| Mixed        | Rohan Kapoor Siki Reddy       | Koceila Mammeri Tanina Violette Mammeri            | Sathish Kumar Karunakaran Aadya Variyath |
| Mixed        | Rohan Kapoor Siki Reddy       | Koceila Mammeri Tanina Violette Mammeri            | Tan Wei Liang Ng Qi Xuan                 |